# زبان های توو
زبان‌های توو یا تا–! کوی (Taa–!Ui،Ui–Taa, Kwi)، یک خانواده زبانی متشکل از دو گروه زبانی هستند که در بوتسوانا و آفریقای جنوبی صحبت می‌شوند. رابطه بین این دو خوشه مورد تردید نیست اما نزدیک نیست. نام توو از کلمه ای برای «شخص» مشترک در هر دو شاخه خانواده گرفته شده‌است.

## طبقه‌بندی
زبان‌های Tuu به‌طور واضح با هیچ خانواده زبان دیگری مرتبط نیستند، با این حال شباهت‌های زیادی با زبان‌های خانواده Kxʼa دارند. به‌طور کلی تصور می‌شود که این به دلیل هزاران سال تماس و تأثیر متقابل است (یعنی یک سپراچبوند)، اما برخی از محققان معتقدند که این دو خانواده ممکن است در نهایت ثابت شود که به هم مرتبط هستند.
زمانی تصور می‌شد که زبان‌های توو شاخه‌ای از خانواده زبان‌های خویسانی را تشکیل می‌دهند که اکنون منسوخ شده‌اند و در آن سناریو به آنها خویسان جنوبی می‌گویند.

## زبان‌ها
- تاا
  - !Xóõ (خوشه گویش)
  - نوشوب سفلی (دو گویش، ǀʼعونیو کوهااسی) †
- ! کوی (! رابط کاربر)
- آفتابی (خوشه گویش، در حال مرگ)
- محاسبه کن (یک خوشه گویش، از جمله جدید) †
- اونگکوه †
- گزگوی†
- !گان †

شاخه! کوی (! آی) آفریقای جنوبی رو به مرگ است و تنها یک زبان باقی مانده‌است، آفتابی، و آن زبان با کمتر از ۵ گویشور مسن.زبان‌های کوی زمانی در سراسر آفریقای جنوبی رایج بودند. مشهورترین آنها، ǀXam، منبع شعار ملی مدرن آن ملت، ایکه ای: بدǁke بود.
شاخه Taa در بوتسوانا قوی تر است، اگرچه یک زبان باقی مانده نیز دارد،Xóõ، با ۲۵۰۰ سخنران.
از آنجایی که بسیاری از زبان‌های توو با سابقه کمی منقرض شده‌اند، سردرگمی قابل توجهی در مورد اینکه کدام یک از نام‌های متعدد آنها بیانگر زبان‌ها یا حتی گویش‌های جداگانه است، وجود دارد. برای برخی از احتمالات به فهرست زبان‌های خویسان مراجعه کنید.
احتمالاً زبان‌های Tuu دیگری نیز وجود داشت. وستفال یک نوع تاآ را مطالعه کرد که به صورت‌های مختلف امانی، نامنی، نگأمانی، آماسا ارائه شده‌است. ظاهراً اکنون منقرض شده‌است. بلیک گونه ای دیگر را که اکنون منقرض شده‌است، با نام "اس۵" در شهر خاکهثبت کرد. در ادبیات به کاکیا معروف است. یکی دیگر در منطقه دماغه (با برچسب 'اس۴آ') به نام زایتیا، ختیا، کتیا، کتیاشناخته می‌شود. والپنس، ǀکوسی، و ǀایکوسی ظاهراً به همان گونه زاتیااشاره می‌کنند. وستفال (۱۹۷۱) هر دو آنها را به عنوان لهجه‌های نعمانی فهرست می‌کند، اگرچه کوهلر تنها ختیا را فهرست می‌کند و آن را به عنوان !کوی طبقه‌بندی می‌کند.
زبان‌های توو، همراه با همسایه‌اش ǂʼامکوئه، به این دلیل که تنها زبان‌هایی در جهان هستند که دارای کلیک‌های دو زبانه به‌عنوان صداهای گفتاری متمایز هستند (به غیر از اصطلاحات آیینی منقرض شده دامین در شمال استرالیا، که هرگز زبان مادری کسی نبود، شناخته شده‌اند). تاا، ǂʼامکوئه و گوویهمسایه (از خانواده خوه) یک اسپراچباند (ناحیه زبان) با برخی از پیچیده‌ترین موجودی‌های هم صدا و هم حروف صدادار در جهان را تشکیل می‌دهند. تمامی زبان‌های این سه خانواده لحن دارند.